# Biografie Instituut
Het Biografie Instituut van de Rijksuniversiteit Groningen is een wetenschappelijke instelling waar aan theorievorming over de biografie wordt gedaan en biografen die als promovendus werken begeleiding krijgen. Het instituut werd in 2004 opgericht en wordt geleid door de Groningse hoogleraar Hans Renders.
Het Biografie Instituut doet onderzoek naar bronnen, naar narratieve vormen en sociaal-culturele context en streeft naar publicaties betreffende het genre biografie. In Nederland wordt met enige regelmaat een biografie als proefschrift verdedigd, maar structureel was deze vorm van onderzoek tot de oprichting van het Biografie Instituut nog niet in de academische structuur ingepast.
Onder auspiciën van het Biografie Instituut verschenen onder meer biografieën van Anton Kröller (door Ariëtte Dekker) en Helene Kröller-Müller (door Eva Rovers), Piet Mondriaan (door Nick Weber), J.C. Bloem (door Bart Slijper), Ferdinand Domela Nieuwenhuis (door Jan Willem Stutje), Willem Schermerhorn (door Herman Langeveld), Loe de Jong (door Boudewijn Smits), Jelle Zijlstra (door Jonne Harmsma), André van der Louw (door Chris Hietland), Samuel van Houten (door Coen Brummer) en Edward Kennedy (door de Amerikaan John A. Farrell). Begin 2016 promoveerde de Brits-Amerikaanse biograaf Nigel Hamilton aan het Biografie Instituut op een proefschrift over de verhouding tussen Churchill en Franklin Delano Roosevelt in 1943.
Tevens kwam een proefschrift over Radio Oranje uit de koker van het Biografie Instituut.
In samenwerking met uitgeverij Boom verscheen de boekenreeks 'Biografische Studies', met daarin titels als Privé in de politieke biografie, Onder Ingenieurs, Het leven van een doodsbericht en Biografie & Religie. Bij Brill Publishers verschijnt een reeks wetenschappelijke bundels onder de titel Biography Studies, bij uitgeverij Noordboek verschijnt een reeks Over leven. Daarin werden onder meer de titels D.F. Malan. Profeet van de apartheid (door Lindie Koorts), Boer Tammens houzee. Groningen en zijn NSB-burgemeester (door Chris Gevers) opgenomen.